# Liste des festivals de musique de marin

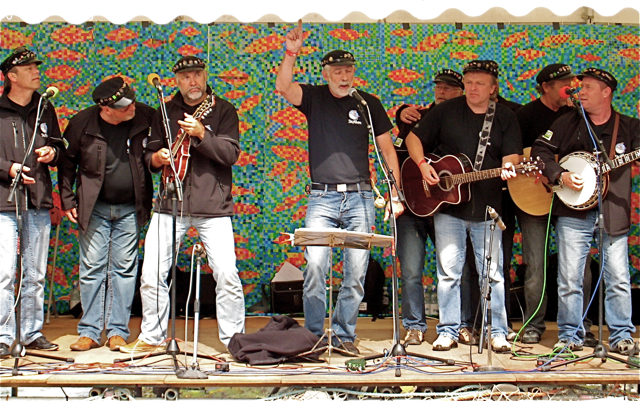
Le groupe norvégien Slogmaakane au Portsoy Boat Festival.

La liste des festivals de musique de marin répertorie les principales manifestations musicales liées à la mer dans le monde entier. 

## Chants de marins
Les chants de marins (shanties en anglais) trouvent leurs origines dans les chants de travail des marins au temps fort de la marine à voile, de la fin du Moyen Âge jusqu'au début du XXe siècle. Les chants traditionnels ont hérité du style de leur époque. Aujourd'hui, la musique maritime constitue un style à part entière, sur la base des chants traditionnels, de nombreux interprètes ont modernisé ce genre, dans un format musical moderne : rock, pop ou mixant les styles nouveaux et traditionnels. Ainsi l'engouement pour la musique de marins se manifeste par différents festivals musicaux dans les pays occidentaux.

## Festivals de musique de marin
| Lieu (pays, ville)                                      | Période                       | Festival                                          | Année de début | Organisme associé                          | Sources |
| ------------------------------------------------------- | ----------------------------- | ------------------------------------------------- | -------------- | ------------------------------------------ | ------- |
| France, Paimpol                                         | Août (tous les deux ans)      | Festival du chant de marin de Paimpol             | 1989           | Association "Festival du chant de marin"   |         |
| Irlande, Rosses Point                                   | Juin                          | Rosses Point Shanty Festival                      |                |                                            |         |
| Royaume-Uni, Liverpool                                  | 1er week-end d'octobre        | Liverpool Sea Shanty Festival                     | 2014           | Shanty UK                                  |         |
| Royaume-Uni, Falmouth                                   | Juin                          | Falmouth International Sea Shanty Festival        |                | Royal National Lifeboat Institution        |         |
| Royaume-Uni, Harwich                                    | 2e week-end d'octobre         | Harwich Sea Shanty Festival                       |                | Shanty UK                                  |         |
| Royaume-Uni, Ellesmere Port                             | Pâques                        | Ellesmere Port sea shanty festival                | 2011           | National Waterways Museum, Shanty UK       |         |
| Royaume-Uni, Gloucester                                 | Mai                           | Gloucester Shanty Festival                        | 2016           | Gloucester tall ships                      |         |
| États-Unis, San Diego                                   | Juillet                       | Sea Chantey Festival                              |                | Musée maritime de San Diego                |         |
| États-Unis, Mystic                                      | 2e semaine de juin            | Annual Sea Music Festival                         | 1979           | Mystic Seaport                             |         |
| États-Unis, Portsmouth                                  | Dernier week-end de septembre | Portsmouth Maritime Music Festival                | 1999           |                                            |         |
| États-Unis, Chicago                                     | 4e semaine de février         | Chicago Maritime Festival                         |                | Musée d'histoire de Chicago                |         |
| Canada, Saint-Jean-Port-Joli                            | 3e semaine d'août             | Fête des chants de marins de Saint-Jean-Port-Joli | 1998           | La COFEC, Saint-Jean-Port-Joli, QC         |         |
| Pologne, Cracovie                                       | Février                       | International Sea Songs Festival, "Shanties"      | 1981           |                                            |         |
| Norvège, Langesund                                      | 1er week-end de juin          | Langesund International Shanty Festival           | 1991           | Langesund Mandssangforening                |         |
| Danemark, Svendborg                                     | Juillet                       | Shantykor Festival                                |                |                                            |         |
| Pays-Bas, Rotterdam                                     | 1er semaine de septembre      | Internationaal Shantyfestival Rotterdam           | 2002           | Stichting Shantyfestival Rotterdam         |         |
| Pays-Bas, Giethoorn                                     | Septembre                     | De Slag op 't Wiede                               |                |                                            |         |
| Pays-Bas, Enkhuizen                                     | Février ou mars (irrégulier)  | Folk & maritiem winterfestival                    |                | Deunen & Deinen                            |         |
| Pays-Bas, Spijkenisse                                   | Octobre                       | ShantyFestival Spijkenisse                        | 2007           |                                            |         |
| Pays-Bas, Brummen                                       | Mai                           | Shantyfestival Brummen                            |                | Shantykoor "De Ijsselboei"                 |         |
| Pays-Bas, Winschoten                                    | Mai                           | Shantyfestival Winschoten                         |                | Shantykoor Maritiem Winschoten             |         |
| Pays-Bas, Hellendoorn                                   | Mai                           | Regge Coast Shanty Festival                       |                | Shantykoor "Die Regghe Sangers"            |         |
| Pays-Bas, Woerden                                       | Juin                          | Bravour Shantyfestival / Havendagen               |                | Zeemanskoor Bravour                        |         |
| Pays-Bas, Dokkum                                        | Juin                          | Shantyfestival Maritiem                           |                | Shantykoor de Admiraliteitssjongers        |         |
| Pays-Bas, Haaksbergen                                   | Juin                          | Scholtenhagen-Festival                            |                | Lionsclub Haaksbergen                      |         |
| Pays-Bas, Appingedam                                    | Aout                          | Intern. Shantyfestival 'Bie Daip'                 |                | Stichting Bie Daip                         |         |
| Pays-Bas, Stadskanaal                                   | Aout                          | Shantyfestival in Stadskanaal                     |                | Shantykoor De Noszélie Singers             |         |
| Pays-Bas, Terneuzen                                     | Septembre                     | Vliegende Hollander Festival                      |                | Stichting Shantyfestival Zeeuws Vlaanderen |         |
| Pays-Bas, Delfzijl                                      | Septembre                     | Shantyfestival                                    |                |                                            |         |
| Pays-Bas, Leeuwarden                                    | Septembre                     | Shantyfestival te Leeuwarden                      |                | Leeuwarder Shantykoor                      |         |
| Pays-Bas, Willemstad                                    | Septembre                     | Shanty & Seasong Festival                         |                | Havenkoor Fortitudo                        |         |
| Pays-Bas, Emmen                                         | Septembre                     | Intern. Shanty and Seasong festival               |                | Stichting Shanty Cultuur Emmen             |         |
| Allemagne, Stade                                        | 3e week-end d'octobre         | Das Stader Shantychor Festival                    |                | Stade Marketing und Tourismus GmbH         |         |
| Allemagne, Großenbrode                                  | Juin ou juillet               | Festival Maritim in Großenbrode                   |                | Tourismus Service Großenbrode              |         |
| Allemagne, Travemünde                                   | Juin ou juillet               | Shanty-Festival Travemünde                        |                | Kulturbühne Travemünde gUG                 |         |
| Allemagne, Hiddenhausen                                 | Mai                           | Maritimer Frühschoppen                            | 1999           | Shanty-Chor Eilshausen                     |         |
| Allemagne, Gütersloh-Isselhorst                         | Mai                           | Friesischer Frühschoppen                          | 1995           | Shanty-Chor "Die Luttermöwen"              |         |
| Allemagne, Seelze                                       | Mai-juin                      | Internat. Shanty-Festival-Seelze                  | 1993           | Shhanty-Chor-Lohnde                        |         |
| Allemagne, Bergkamen                                    | Juin                          | Shantychorfestival                                | 2000           | Shanty-Chor MK Kamen/Bergkamen             |         |
| Allemagne, Soltau                                       | Mai                           | Soltauer Shanty-Festival                          |                | Soltauer Shantychor e.V.                   |         |
| Allemagne, Büsum                                        | Mai                           | Shanty-Festival am Museumshafen                   |                | Museumshafen Büsum e.V.                    |         |
| Allemagne, Gütersloh Lothar Kache                       | Mai                           | Friesischer Frühschoppen                          | 1995           | Shanty Chor "Die Luttermöwen"              |         |
| Allemagne, Insel Poel                                   | Juin                          | Landes-Chortreffen "Zwei Küsten - ein Norden"     |                | Kurverwaltung Insel Poel                   |         |
| Allemagne, Seelze Rolf Zikowsky                         | Juin                          | Shanty-Festival-Seelze                            | 1993           | Shanty-Chor-Lohnde                         |         |
| Allemagne, Bremen                                       | Mai                           | Shantys zum Vegesacker Hafenfest                  | 1980           | Vegesacker Hafenfest e.V.                  |         |
| Allemagne, Bremen                                       | Juillet                       | Festival Maritim                                  |                | Vegesack Marketing e.V.                    |         |
| Allemagne, Norden                                       | Octobre                       | Shantyfestival Norddeich                          |                | Norddeicher Shantychor 2000 e.V.           |         |
| Allemagne, Zingst am Darß                               | Septembre                     | Treffen der Shantychöre                           |                |                                            |         |
| Allemagne, Dahme                                        | Juin                          | Dahmer Shantychortreffen                          |                | Kurbetrieb Ostseebad Dahme                 |         |
| Allemagne, Bad Münster am Stein-Ebernburg               | Juin                          | Tag der Shanty-Chöre                              | 2012           | Verkehrsverein Rheingrafenstein e.V.       |         |
| Allemagne, Cuxhaven                                     | Juin                          | Tag der Shantychöre                               |                | Nordseeheilbad Cuxhaven GmbH               |         |
| Allemagne, Wittmund Gerhard Sander                      | Juillet                       | Shanty-Festival Carolinensiel                     | 2007           | Shanty-Chor-Carolinensiel                  |         |
| Allemagne, Wunstorf                                     | Juillet                       | Festival der Shanty-Chöre Steinhude               |                | Wunstorfer Shanty-Chor                     |         |
| Allemagne, Hude                                         | Juillet                       | Shanty-Festival Hude                              |                | Shanty-Chor Hude                           |         |
| Allemagne, Grünendeich                                  | Juillet                       | Shanty-Festival des Altländer SC                  |                | Altländer Shanty-Chor e.V.                 |         |
| Allemagne, Rerik                                        | Juillet                       | Shantychortreffen                                 |                | Shantychor "Reriker Heulbojen" e.V.        |         |
| Allemagne, Rostock-Warnemünde                           | Juillet                       | Shantys und Me(h)er                               |                |                                            |         |
| Allemagne, Gernsheim                                    | Aout                          | Shanty-Festival auf dem Fischerfest               | 2015           | Rheinisches Fischerfest Gernsh.GmbH        |         |
| Allemagne, Seegebiet Mansfelder Land Annelore Schöllner | Aout                          | Shanty-Chortreffen der Seeteufel                  | 2013           | Musikverein "Seeteufel" Halle e.V.         |         |
| Allemagne, Geeste                                       | Aout                          | Shanty-Open Air                                   | 2011           | Shantychor Geeste e.V.                     |         |
| Allemagne, Bremerhaven                                  | Aout                          | Melodien der Meere (Sail Bremerhaven)             |                | Stadt Bremerhaven                          |         |
| Allemagne, Steyerberg                                   | Aout                          | Inselfest Steyerberg                              |                | Shantychor Nendorf                         |         |
| Allemagne, Usedom                                       | Aout                          | Shanty- und Seemannschor - Festival               |                | Shanty-Chor Insel Usedom e.V.              |         |

## Ateliers lors de rassemblements maritimes
| Lieu (pays, ville) | Période                       | Festival                      | Année de début | Rassemblement maritime        | Sources |
| ------------------ | ----------------------------- | ----------------------------- | -------------- | ----------------------------- | ------- |
| France, Brest      | Juillet (tous les quatre ans) | Fêtes maritimes de Brest      | 1992           |                               |         |
| France, Douarnenez | Juillet (tous les deux ans)   | Fêtes maritimes de Douarnenez | 1986           | Temps Fêtes festival maritime |         |

## Galerie d'images

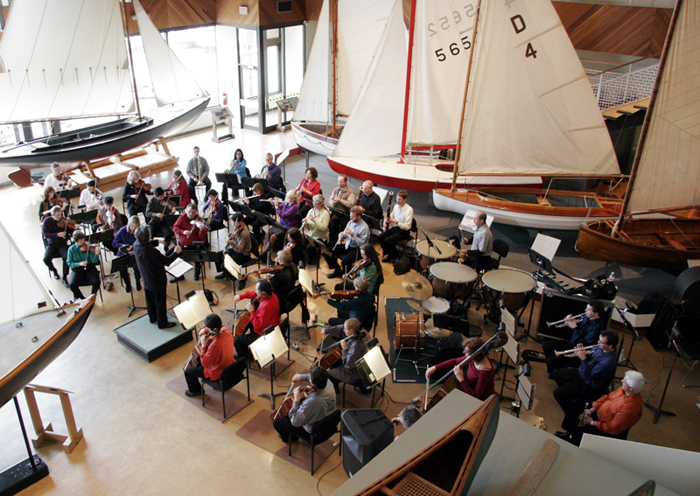
Symphony Nova Scotia se produisant au Musée maritime de l'Atlantique
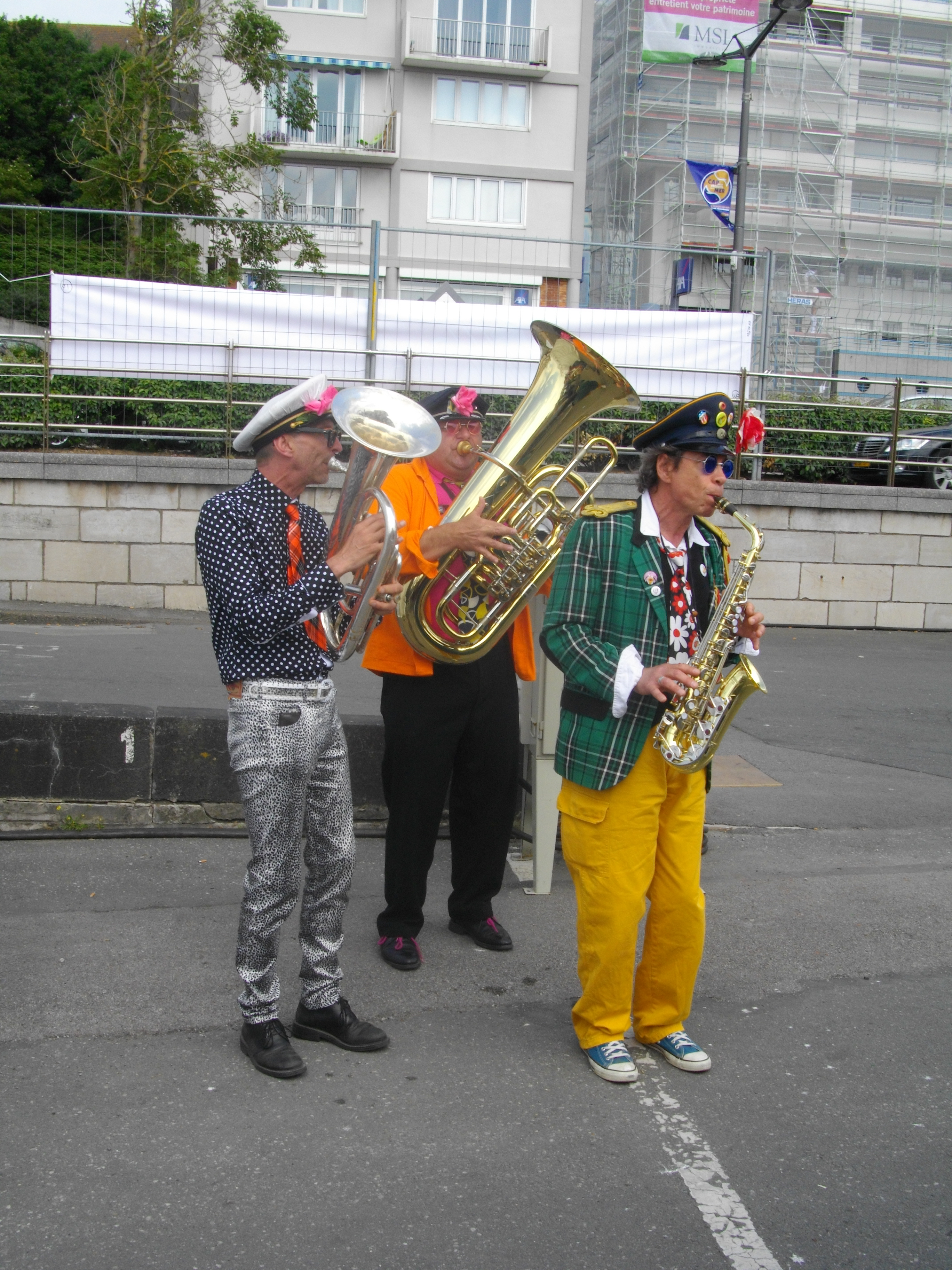
Fête de la mer à Boulogne-sur-Mer en 2013
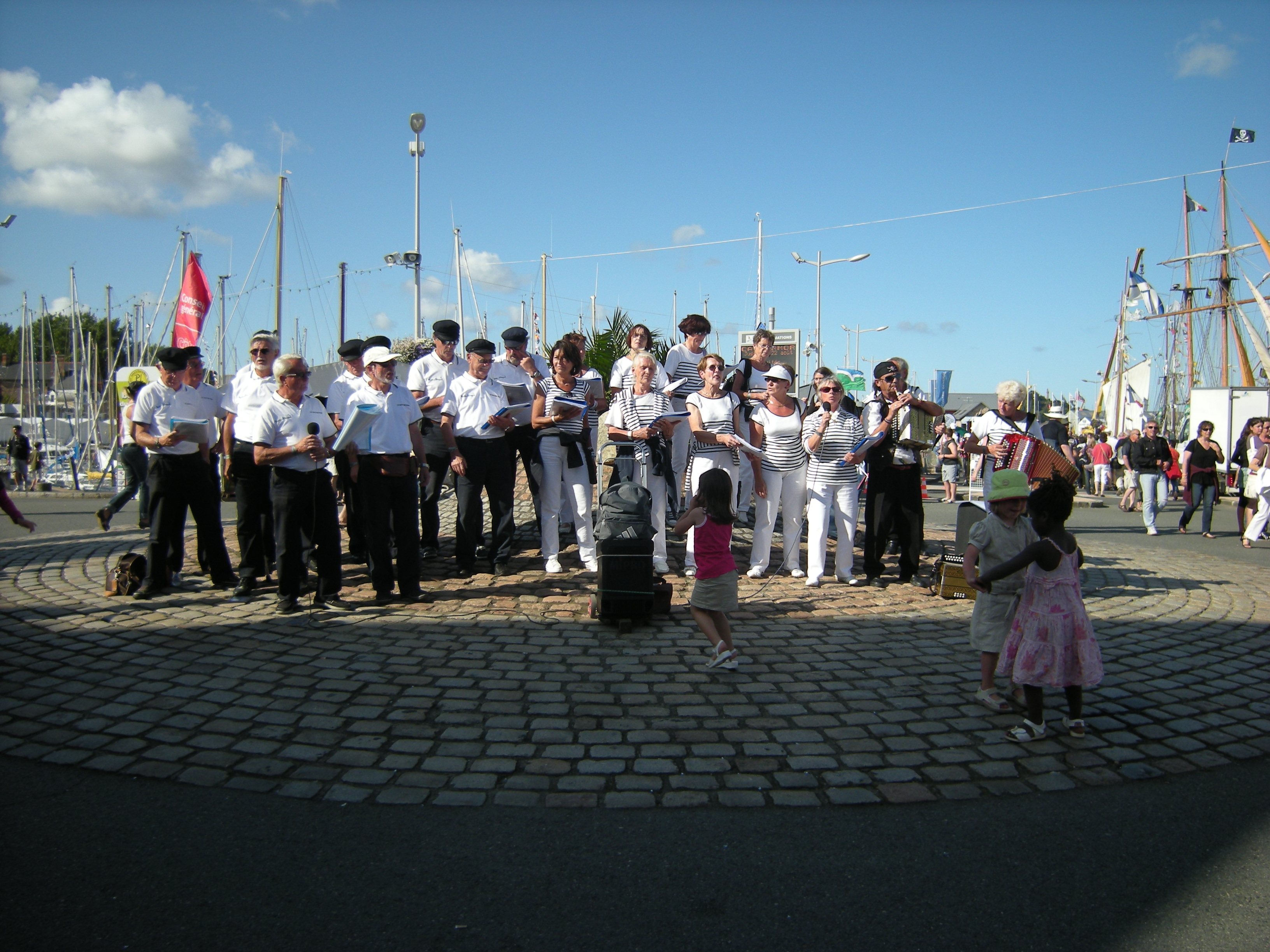
Festival du chant de marin à Paimpol en 2009
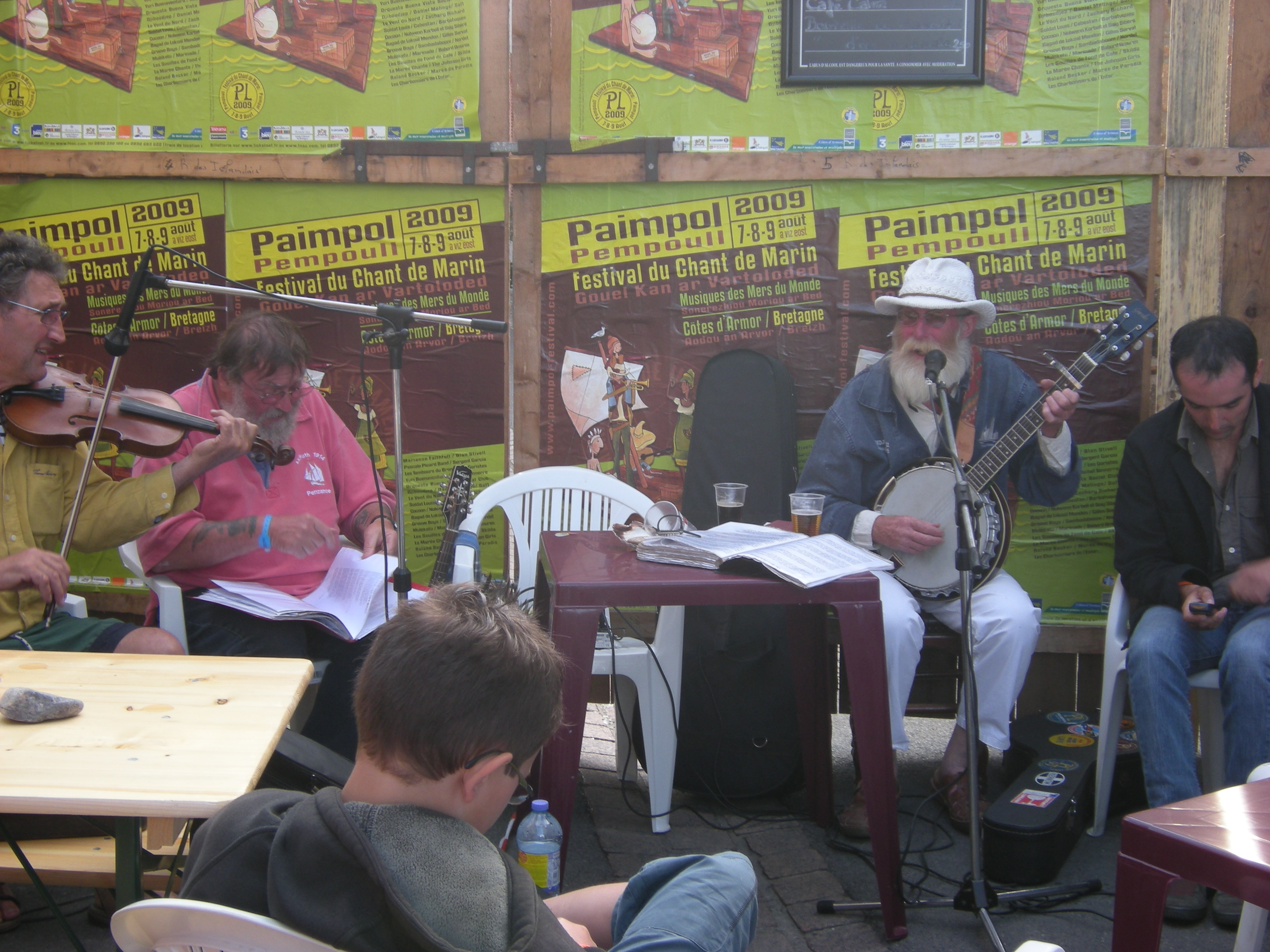
Festival du chant de marin à Paimpol en 2009
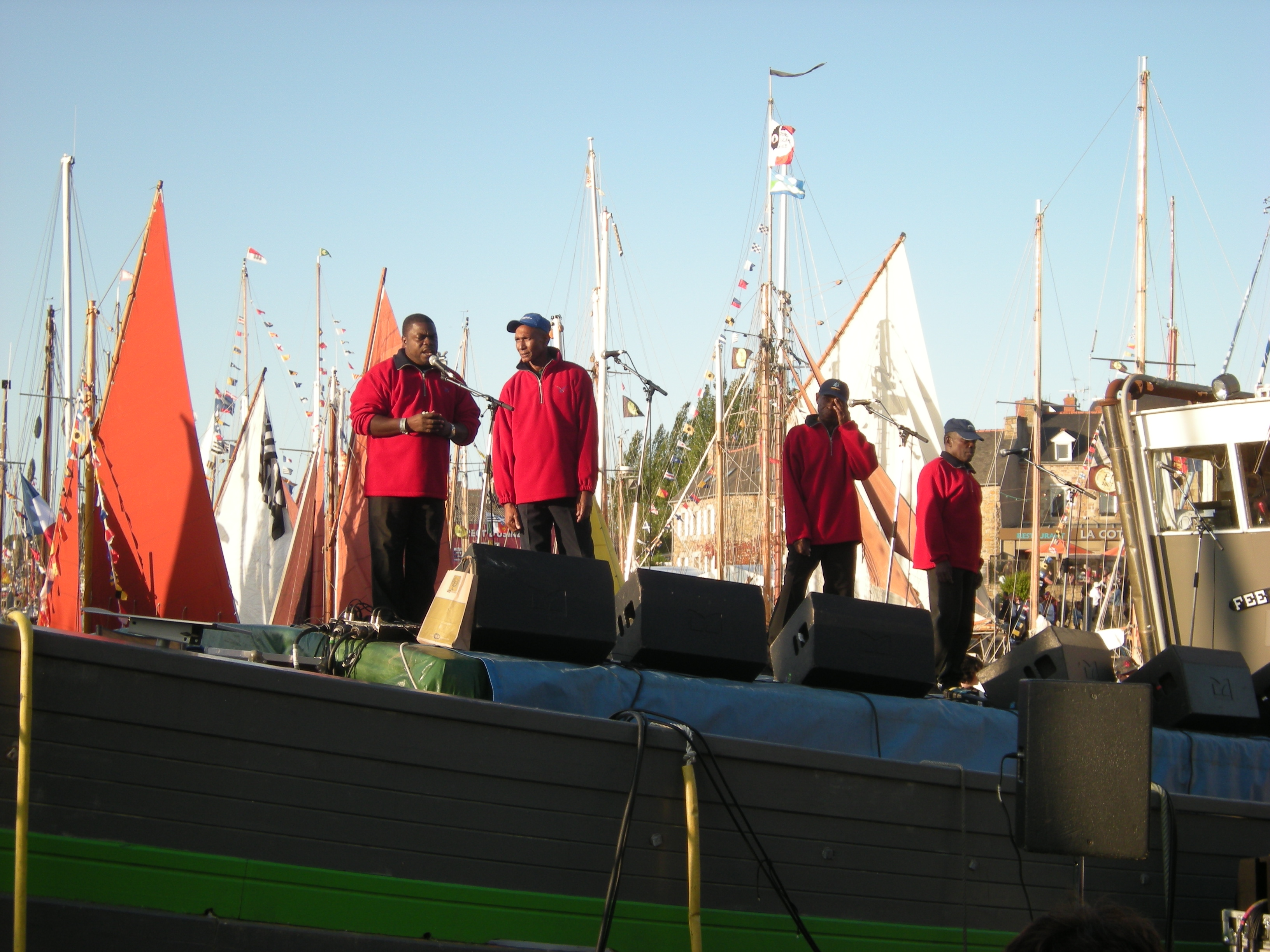
Festival du chant de marin à Paimpol en 2009
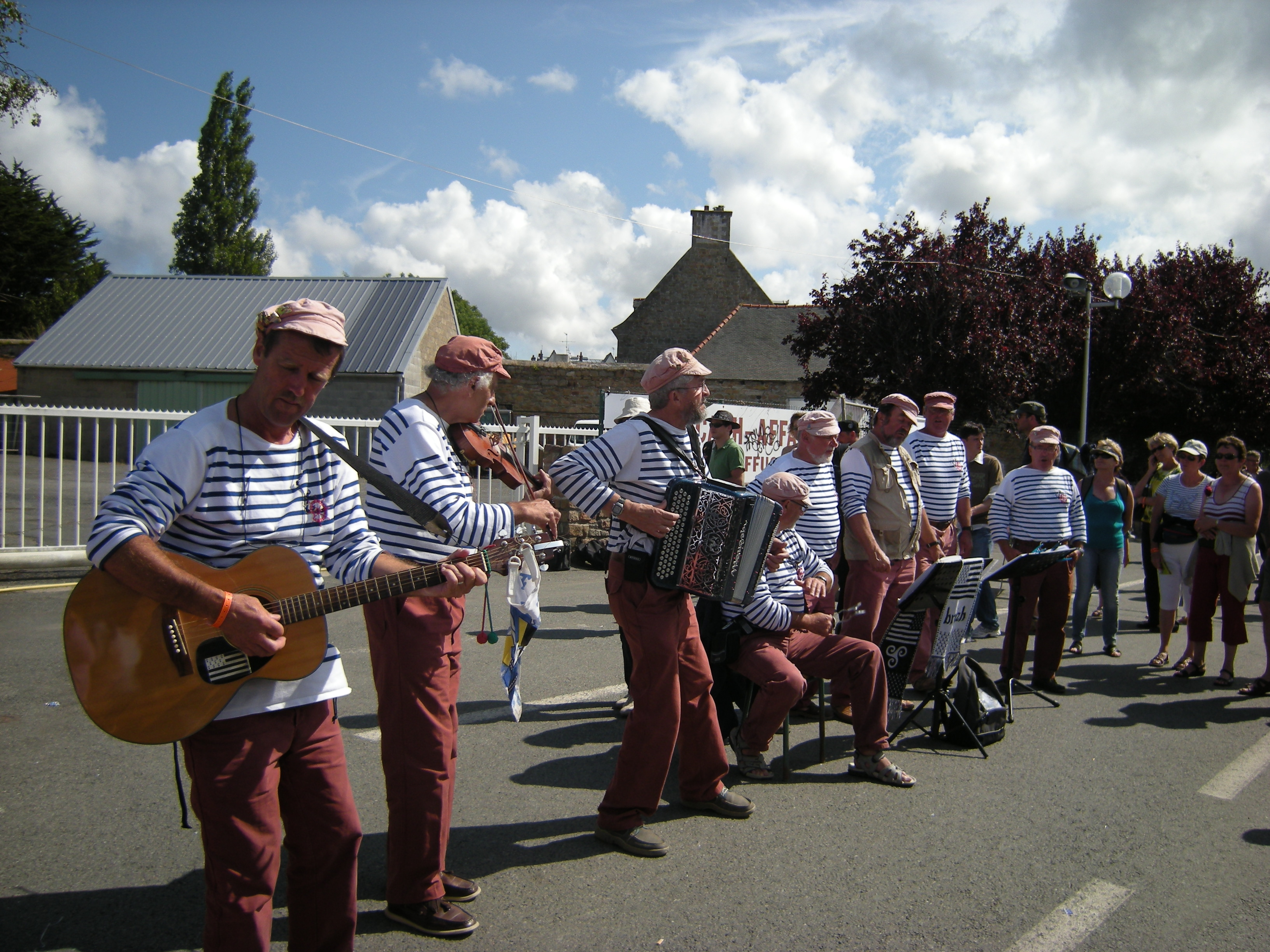
Festival du chant de marin à Paimpol en 2009
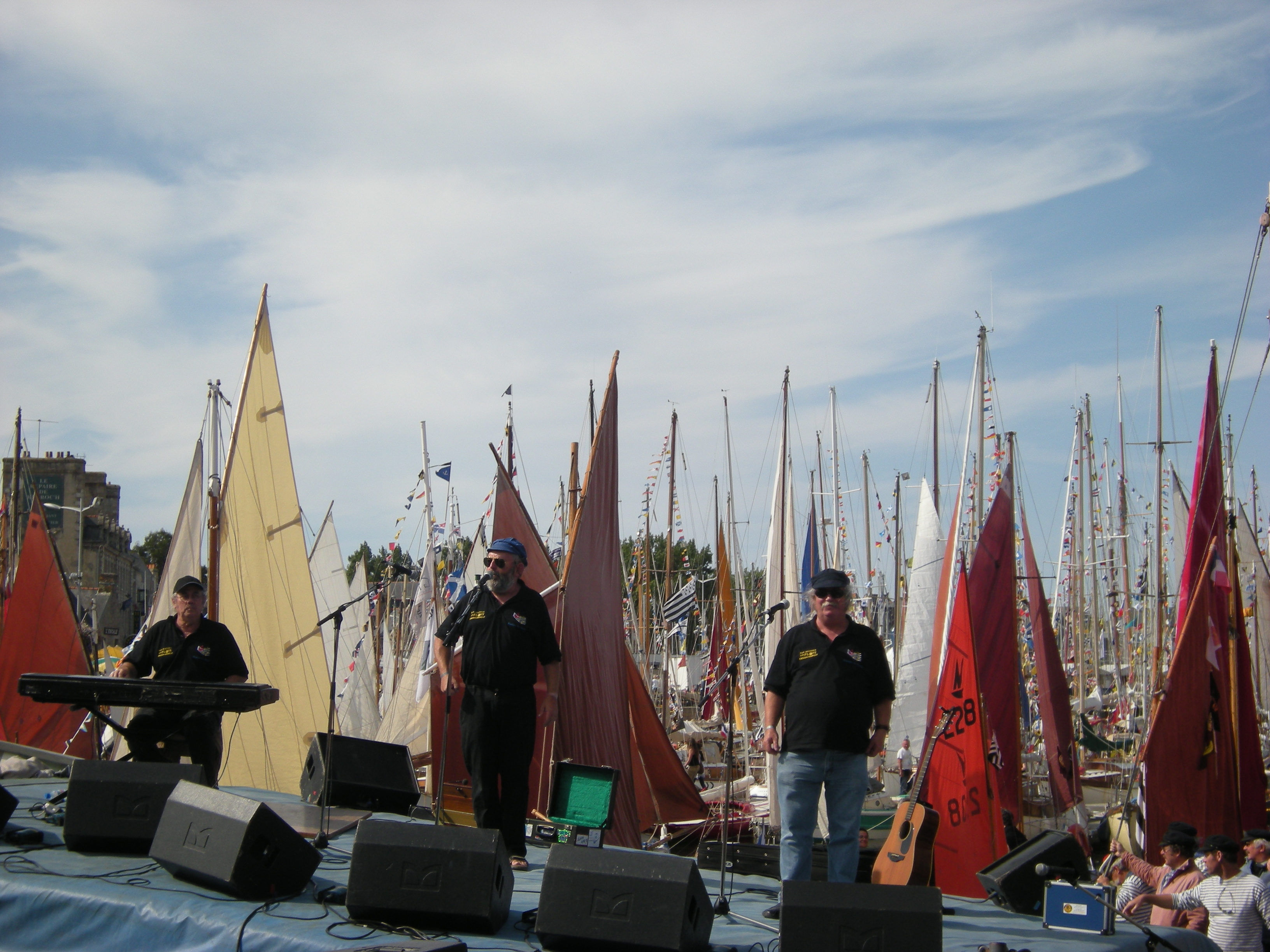
Festival du chant de marin à Paimpol en 2009
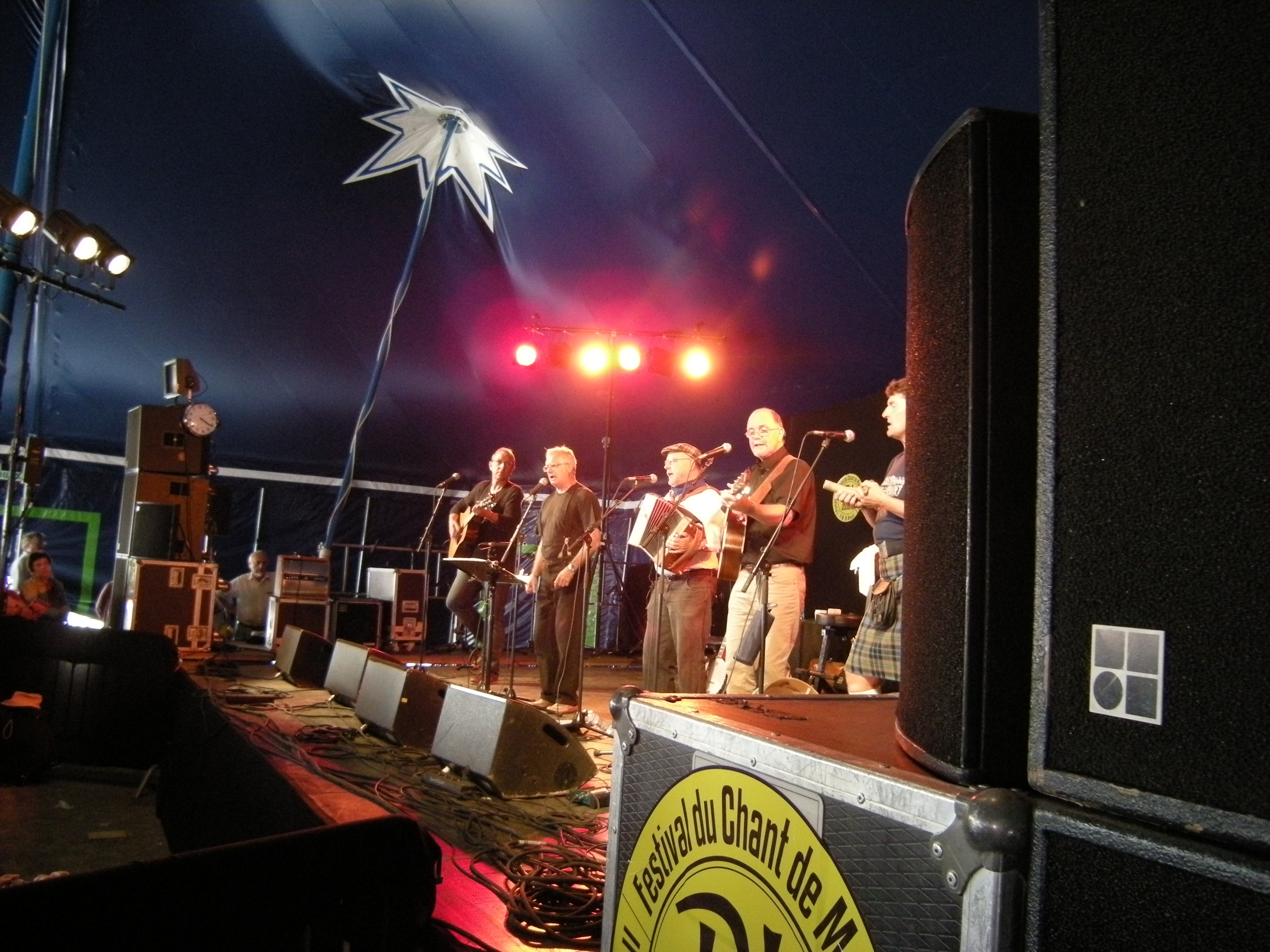
Festival du chant de marin à Paimpol en 2009
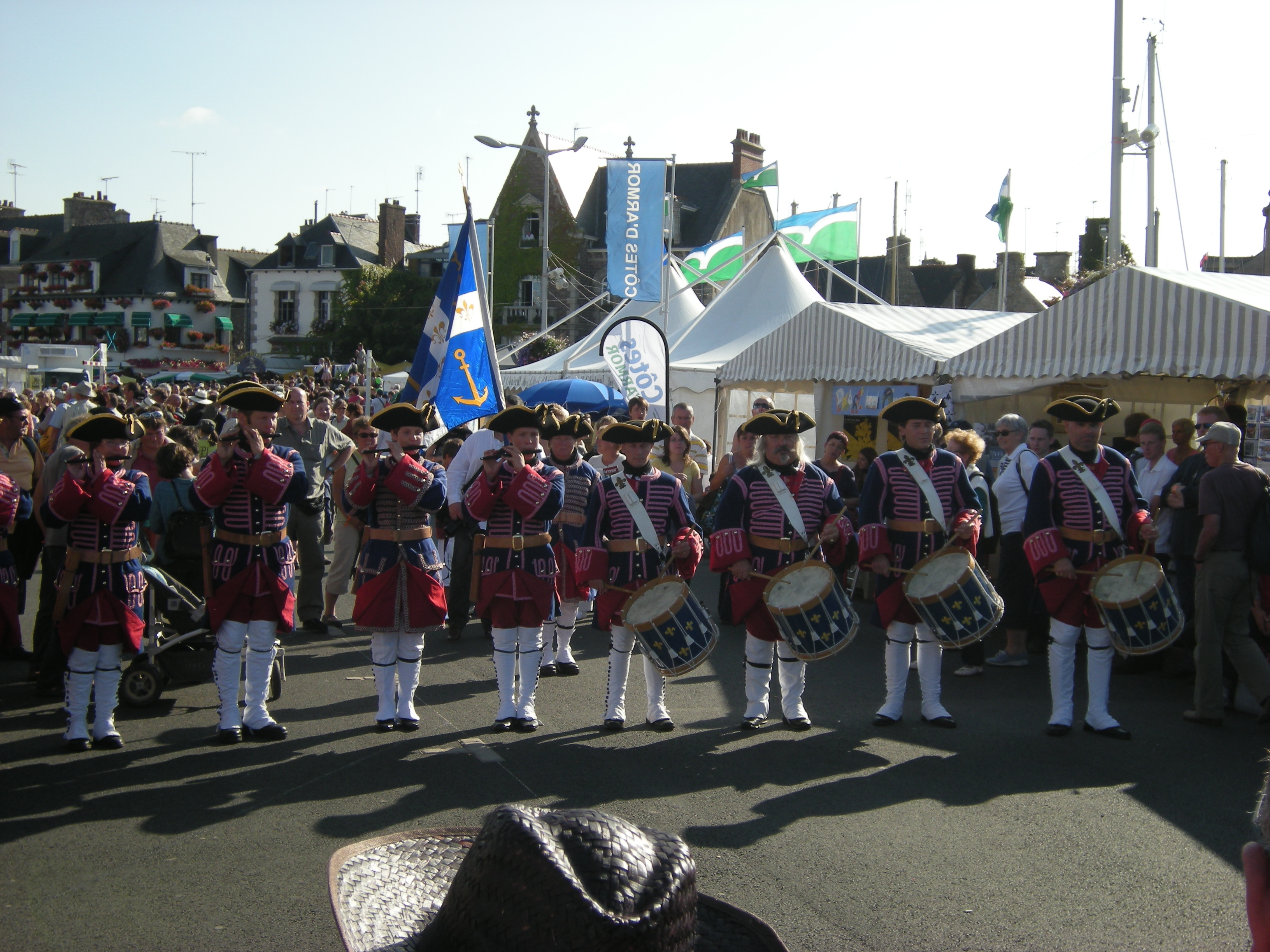
Festival du chant de marin à Paimpol en 2009
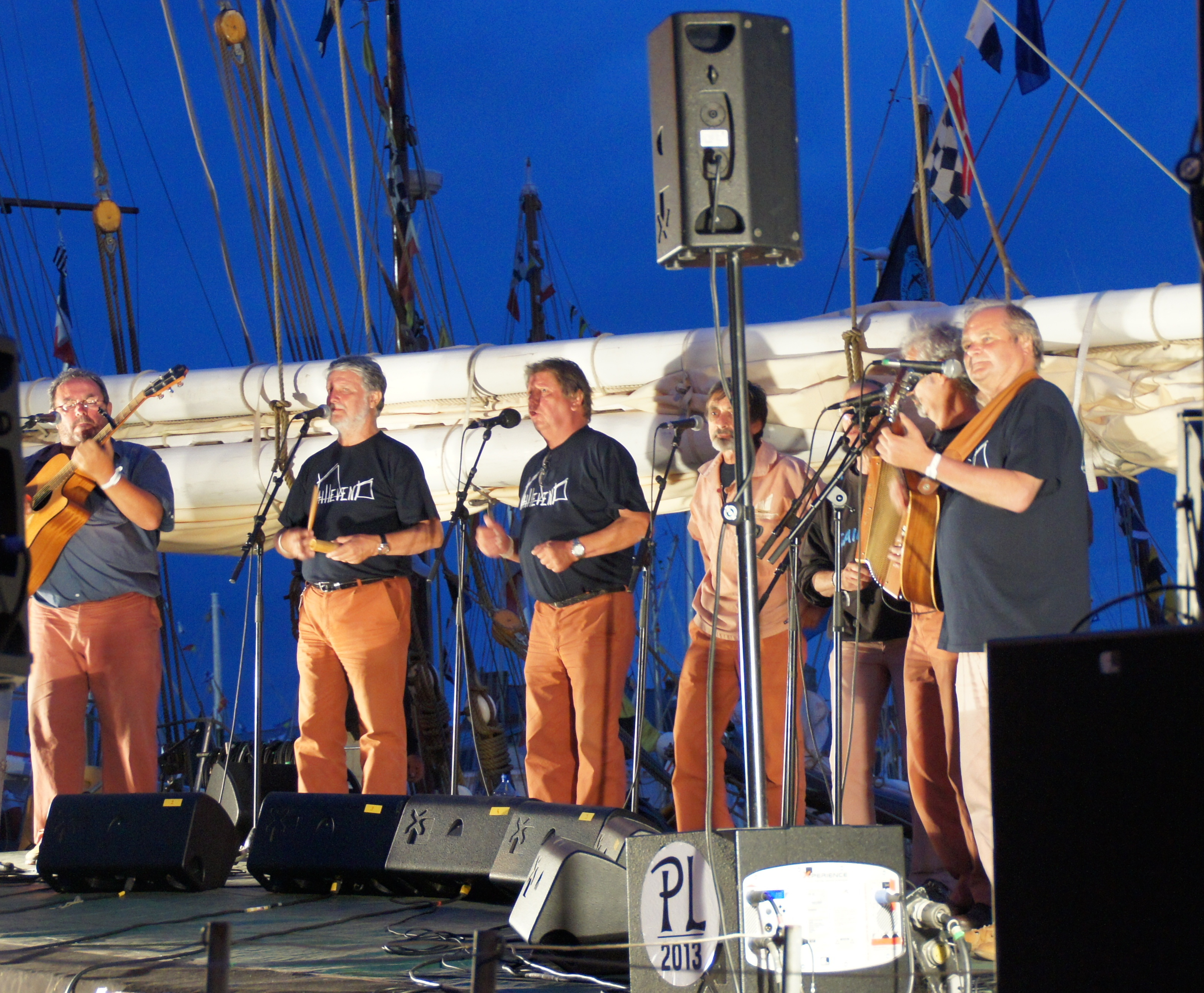
Fée de l'Aune à Paimpol en 2013
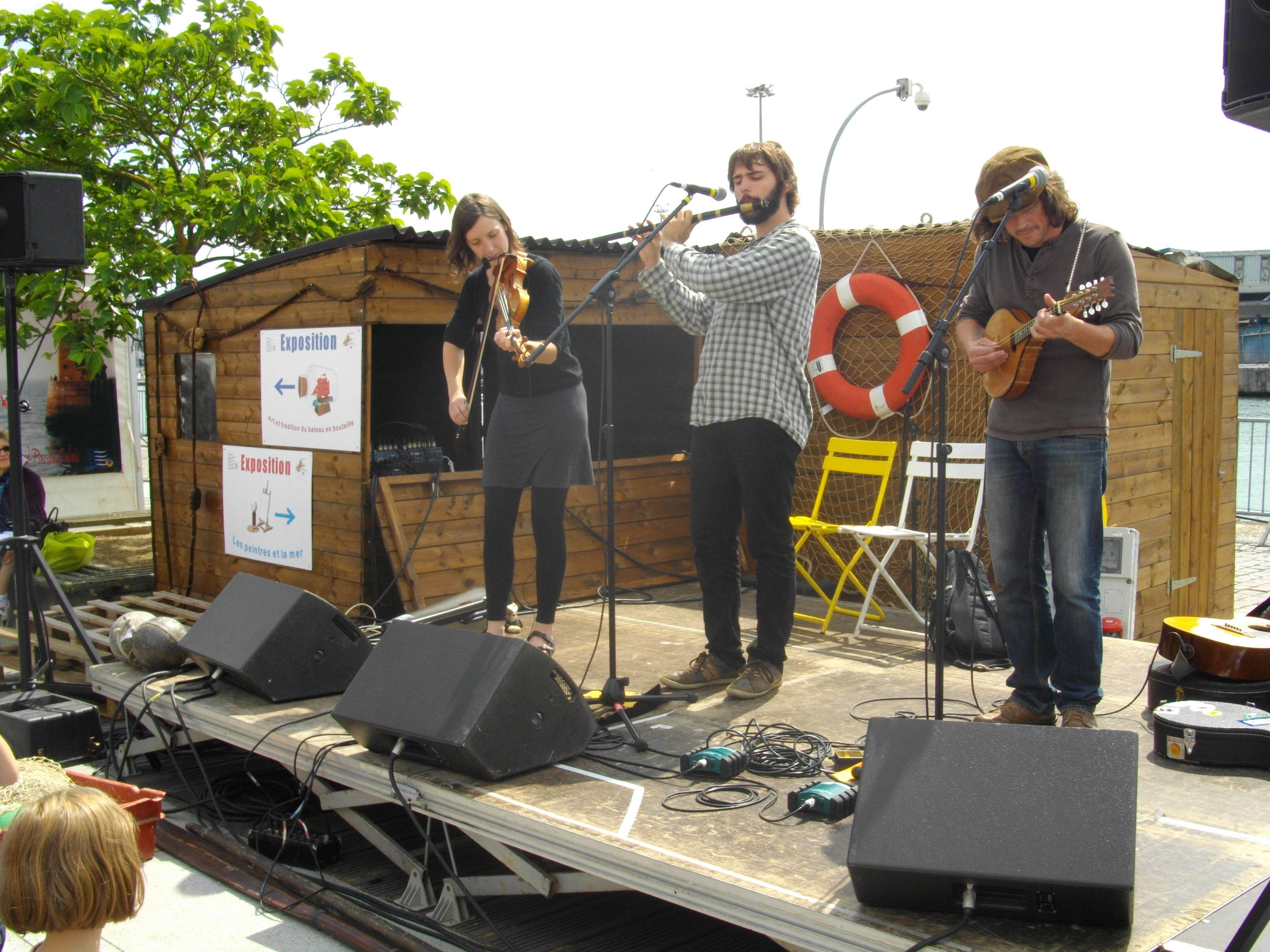
Fête de la mer (Boulogne, 2013)